# Beenderen (product)
Onder beenderen verstaat men een bijproduct van slachterijen dat bestaat uit botten.
 Destructiebedrijven verwerken beenderen tot beendermeel.
Dit product is de grondstof voor vele toepassingen, zoals:
- Beenderlijm, voor onder meer boekbinderijen, papierproductie, en schoenindustrie
- Gelatine, verkregen door hydrolyse van botten en slachtafval, onder meer voor voedingsmiddelen
- Beendermeel, verkregen door vermaling van botten, voor diervoeding en als meststof
- Dippelolie, verkregen door de droge distillatie van beenderen en slachtafval, voor smering van fijne mechanismen
- Ammoniak, verkregen door de droge distillatie van beenderen en slachtafval
- Beenzwart, verkregen door verkoling van beenderen, als kleurstof, en voor de raffinage van suiker (voorloper van norit)

Een bekende verwerker van beenderen in Nederland was de Lijm- en Gelatinefabriek te Delft. Daarnaast was er G.J. Krol & Co. te Zwolle en De Benenkluif te Utrecht. De lijm- en gelatinefabriek Trobas te Dongen is nog steeds actief.